# Taxi (película de 2004)
Taxi (Taxi: Derrape total en España) es una película franco-estadounidense de comedia dirigida por Tim Story y estrenada en 2004. Es una remake de la película francesa Taxi de 1998.

## Argumento
Belle Williams (Queen Latifah) es hermosa, dura de pelar y muy "sexy". Por si eso fuera poco, también es famosa por su capacidad para recorrer las atestadas calles de Nueva York a 200 por hora con su taxi.
El detective Andy Washburn (Jimmy Fallon), joven, guapo, responsable y torpe, es uno de los peores policías de Nueva York, pero sus habilidades como piloto no están a la altura de sus aspiraciones. En plena persecución de un cuarteto de seductoras brasileñas ladronas de bancos, Washburn logra convencer a Belle para que le ayude a capturarlas. Juntos, la taxista de cabeza fría y el policía desbordante de confianza en el imperio de la ley se lanzan a un peligroso juego del gato y el ratón para echar el guante a las hermosas delincuentes.

## Reparto
- Queen Latifah - Isabelle "Belle" Williams
- Jimmy Fallon - Andrew "Andy" Washburn
- Gisele Bündchen - Vanessa
- Jennifer Esposito - Marta Robbins
- Henry Simmons - Jesse
- Ana Cristina de Oliveira - Pelirroja
- Ann-Margret - Sra. Washburn
- Christian Kane - Agente Mullins
- Boris McGiver - Franklin
- Ingrid Vandebosch - Tercera Ladrona
- Magali Amadei - Cuarta Ladrona
- Joe Lisi - Sr. Scalia
- Bryna Weiss - Sra. Scalia
- Joey Diaz - Freddy
- Rick Overton - Hombre en taxi

## Automóviles usados en la película
- Ford Crown Victoria: utilizado por Belle Williams (Queen Latifah), quien lo modifica para hacerlo más potente.
- BMW 760i: utilizado por las ladronas brasileñas, lideradas por Vanessa (Gisele Bündchen).
- Daewoo Lanos: utilizado por la madre de Andy Washburn (Jimmy Fallon).